# Allison Anders
Pour les articles homonymes, voir Anders.
Allison Anders est une réalisatrice, scénariste et productrice américaine née le 16 novembre 1954 à Ashland (Kentucky).

## Filmographie

### Cinéma
- 1987 : Border Radio (en)
- 1992 : Gas Food Lodging
- 1993 : Mi vida loca
- 1995 : Groom Service (Four Rooms), coréalisé avec Alexandre Rockwell, Robert Rodriguez et Quentin Tarantino, segment The Missing Ingredient
- 1996 : Grace of My Heart
- 1999 : Sugar Town, coréalisé avec Kurt Voss
- 2001 : Things Behind the Sun (en)
- 2012 : Strutter, coréalisé avec Kurt Voss

### Télévision
- 1999-2000 : Sex and the City (série télévisée), quatre épisodes
- 2000 : Grosse Pointe (série télévisée), deux épisodes
- 2002 : In the Echo (téléfilm)
- 2004 : Cold Case (série télévisée), un épisode
- 2006 : The L Word (série télévisée), un épisode
- 2006 : Men in Trees (série télévisée), un épisode
- 2006 : What About Brian (série télévisée), un épisode
- 2011 : Un admirateur secret (A Crush on You) (téléfilm)
- 2011-2012 : Southland (série télévisée), deux épisodes
- 2013 : Une voix en or, destin tragique (Ring of Fire) (téléfilm)
- 2013 : Mentalist (série télévisée), un épisode
- 2014 : Orange Is the New Black (série télévisée), un épisode
- 2014 : Gang Related (série télévisée), un épisode
- 2014 : The Divide (série télévisée), un épisode
- 2014-2016 : First Murder (série télévisée), six épisodes
- 2015 : Turn (Turn, Washington's Spies) (série télévisée), un épisode
- 2015 : Proof (série télévisée), un épisode
- 2017 : Une promesse au nom de notre amitié (en) (Beaches) (téléfilm)
- 2017 : Time After Time (série télévisée), un épisode
- 2017 : Riverdale (série télévisée), deux épisodes
- 2017 : Graves (série télévisée), un épisode
- 2018 : Sorry for your Loss (série télévisée), un épisode
- 2019 : The Affair (série télévisée), un épisode
- 2019-2023 : Mayans M.C. (série télévisée), deux épisodes

### Scénariste
- 1987 : Border Radio (en)
- 1992 : Gas Food Lodging
- 1993 : Mi vida loca
- 1995 : Groom Service (Four Rooms) (segment : The Missing Ingredient)
- 1996 : Grace of My Heart
- 1999 : Sugar Town
- 2001 : Things Behind the Sun (en)

### Productrice
- 1997 : Lover Girl

### Actrice
- 1998 : Welcome to Hollywood d'Adam Rifkin et Tony Markes : Elle-même